# Socoto (estado)
Socoto (Sokoto) é um estado da Nigéria, localizado no noroeste do país. Foi um sultanato independente, entre 1804 e 1903, quando se tornou parte do protectorado britânico da Nigéria do Norte. O actual estado federado foi criado em 17 de março de 1976. O sultão de Socoto, apesar de não ter nenhum poder político, é ainda hoje o líder espiritual da comunidade muçulmana do país. A capital é Socoto.